# Leonie Rysanek
Leopoldine "Leonie" Rysanek (14 de noviembre de 1926-7 de marzo de 1998) fue una soprano lírico-dramática austríaca que descolló en óperas de Richard Wagner, Giuseppe Verdi y Richard Strauss.

## Biografía

### Inicios
De padre checo y madre austríaca, nació en Viena en una familia de seis hermanos, su hermano Kurt fue barítono y su hermana, la soprano Lotte Rysanek formó parte del elenco de la Ópera Estatal de Viena, compañía donde Leonie llegó a cantar 532 representaciones.
Estudió con Alfred Jerger y Rudolf Grossmann con quien se casó. Habiendo debutado en la Opera de Innsbruck en 1949 como Agathe en Der Freischütz de Carl Maria von Weber, su consagración llegó en 1951 como Siglinda durante las primeras representaciones de posguerra en el Festival de Bayreuth de La Valquiria (Die Walküre) en la tetralogía El anillo de los Nibelungos (Der Ring des Nibelungen) dirigida por Herbert von Karajan, papel con el que sería particularmente asociada a lo largo de una extensa carrera que abarcó casi medio siglo.
Rysanek perteneció al extraordinario grupo de cantantes, entre otros Birgit Nilsson, Astrid Varnay, Martha Mödl, Régine Crespin, James King, Wolfgang Windgassen, Hans Hotter, Ludwig Weber, Gustav Neidlinger y Hermann Uhde, que revitalizaron el festival wagneriano de Bayreuth bajo el liderazgo de Wieland Wagner, nieto del compositor, en lo que se dio en llamar El Nuevo Bayreuth. En ese recinto se sucedieron otros personajes de la categoría (o Fach) "joven dramática": Senta en El holandés errante, Elisabeth en Tannhäuser y Elsa en Lohengrin.

### Plenitud
En 1959 debutó en el Metropolitan Opera como Lady Macbeth en Macbeth de Verdi reemplazando a Maria Callas que había sido despedida por Rudolf Bing, entonces director del teatro. Rápidamente se convirtió en favorita de la audiencia neoyorquina, donde cantó 299 funciones en 24 papeles a lo largo de 37 años, protagonizando los estrenos de Macbeth, Nabucco, Ariadne auf Naxos, Die Frau ohne Schatten, y como Kabanicha en Katia Kabanová de Leoš Janáček. En 1983 celebró su cuarto de siglo con ese teatro coincidiendo con el centenario del mismo en un concierto con escenas de La Valquiria y Parsifal dirigido por James Levine. Cuando se despidió del Met en 1996, en el breve papel de la condesa de La dama de picas de Chaicovski, el público le obsequió una ovación de cuarenta minutos.
Poseedora de una voz de inmenso caudal que no siempre lograba dominar (lapsos en la afinación y en los ataques eran algunas de las fallas más cuestionadas) indudablemente fue una de las mejores cantantes-actrices de la segunda mitad del siglo XX. Su magnetismo escénico, instinto teatral, intensidad y entrega provocaban una fervorosa adhesión del público. Para preservar su longevidad vocal se mantuvo lejos de las vocalmente agotadoras Isolda (Tristan und Isolde) y Brunilda (La Valquiria) de Richard Wagner, aunque siguió interpretando otras heroínas como Siglinda, la Emperatriz, Salomé y Chrysotemis durante décadas.

### Repertorio
Destacó en ópera italiana, especialmente en obras de Verdi, donde se la recuerda como Amelia (Un ballo in maschera), Desdémona (Otello), Abigail (Nabucco), Elisabetta di Valois (Don Carlo), Leonora (La forza del destino) y Aida. Fue una famosa Tosca de Puccini y sólo cantó Turandot una temporada en la Ópera de San Francisco, donde hizo su debut americano en 1956 como Senta.
No obstante, las óperas de Richard Strauss le aseguran un sitio de honor en la historia de la lírica. Guiada por su mentor artístico, el director austríaco Karl Böhm fue insuperable Emperatriz en Die Frau ohne Schatten, Ariadna (Ariadne auf Naxos), la Mariscala (El caballero de la rosa), Salomé, Helena (La Egipcíaca Helena), Danae (El amor de Danae) y especialmente Chrysotemis en Elektra. Con el transcurso del tiempo, Rysanek fue la única cantante que abordó los tres protagónicos femeninos de esa ópera (Además de la británica Gwyneth Jones ) Chrysotemis, Klytämnestra y, persuadida por Böhm, el rol titular de Elektra para el film de Götz Friedrich que sirvió de testamento artístico al director en 1982.
Otros roles destacados fueron Leonore (Fidelio), Medea (Cherubini), Dalibor (Bedřich Smetana), La Gioconda (Ponchielli), Santuzza (Cavalleria Rusticana), Tatyana (Eugene Onegin) y Donna Anna (Don Giovanni) de Mozart.

### Madurez
Hacia el final de su carrera se dedicó a papeles de mezzosoprano que requerían de sus notables dotes histriónicas: Herodías (Salomé), Klytämnestra (Elektra), La Condesa (La dama de picas), Kostelnička (Jenůfa de Leoš Janáček), retornando al repertorio wagneriano con memorables Kundry (Parsifal) y Ortrud (Lohengrin).
Debutó tardíamente en el Teatro Colón de Buenos Aires en 1995 como Klytämnestra, junto a la Elektra de Hildegard Behrens.
Se despidió del público en agosto de 1996 en el Festival de Salzburgo como Klytämnestra en Elektra. A su retiro fue nombrada curadora del Festival de Viena pero, diagnosticada con cáncer óseo, falleció a los pocos meses de asumir el cargo. Divorciada de Grossmann, Rysanek estaba casada con Ernst-Ludwig Gausmann desde hacía treinta años.

## Discografía
Su legado discográfico incluye los cuatro personajes en los que se la considera insuperable: Siglinda (en la primera grabación integral de Die Walküre en 1954, dirigida por Wilhelm Furtwängler, y posteriormente en Bayreuth con Karl Böhm), La Emperatriz (en grabaciones de 1955, 1964 y 1977), Chrysotemis (Elektra) y Senta (Der fliegende Holländer). Igualmente apreciados son sus registros de Otello, Macbeth, Salomé, Fidelio y como Kostelnická de Jenufa. En escena y en grabaciones la dupla que formaba con Birgit Nilsson gozó de fama, Rysanek fue una irremplazable Sieglinde a la Brünnhilde de Nilsson, como Chrysotemis y Kaiserin a la Elektra y Färberin de la soprano sueca. Su identificación escénica con los tenores James King y Jon Vickers y el barítono George London es muy recordada.
- Die Walküre, 3e acto (Richard Wagner), Sieglinde, Herbert von Karajan, 1951, EMI.
- Die Walküre (Richard Wagner), Sieglinde, Wilhelm Furtwängler, 1954, EMI
- Die Frau ohne Schatten (Richard Strauss), Kaiserin, Karl Böhm, 1955, Decca.
- Fidelio (Ludwig van Beethoven), Leonore, Ferenc Fricsay, 1957, DG
- Operatic Arias, Arturo Basile, 1958, RCA.
- Ariadne auf Naxos (Richard Strauss), Prima Donna/Ariadne, Erich Leinsdorf, 1958, Decca.
- Macbeth (Giuseppe Verdi), Lady Macbeth, Erich Leinsdorf, 1959, RCA.
- Otello (Giuseppe Verdi), Desdemona, Tullio Serafin, 1960, RCA.
- Requiem (Giuseppe Verdi), soprano (live Salzburg), Herbert von Karajan, 1960, EMI
- Der Fliegende Holländer (Richard Wagner), Senta, Antal Dorati, 1961, Decca.
- Die Frau ohne Schatten (Richard Strauss), Kaiserin (live Vienna), Herbert von Karajan, 1964, DG
- Die Walküre (Richard Wagner), Sieglinde (live Bayreuth), Karl Böhm, 1967, Philips
- Medea (Luigi Cherubini), Medea (live Viena), Horst Stein, 1972, RCA.
- Salomé (Richard Strauss), Salomé (live Viena), Karl Böhm, 1972, RCA
- Die Frau ohne Schatten (Richard Strauss), Kaiserin, Karl Böhm, 1977, Deutsche Grammophon
- Elektra (Richard Strauss), Elektra, Karl Böhm, 1981, Unitel (DVD).
- Salome (Richard Strauss), Herodias, Giuseppe Sinopoli, 1990, Deutsche Grammophon
- Elektra (Richard Strauss), Klytemnestra (Montpellier), Friedemann Layer, 1995, Actes sud.